# Рантул (Илиноис)
Рантул (енгл. Rantoul) град је у америчкој савезној држави Илиноис.

## Демографија
По попису из 2010. године број становника је 12.941, што је 84 (0,7%) становника више него 2000. године.
| Група             | 2000.         | 2010.         |
| Белци             | 9.709 (75,5%) | 8.045 (62,2%) |
| Афроамериканци    | 2.170 (16,9%) | 2.940 (22,7%) |
| Азијати           | 225 (1,8%)    | 215 (1,7%)    |
| Хиспаноамериканци | 346 (2,7%)    | 1.252 (9,7%)  |
| Укупно            | 12.857        | 12.941        |